# Lake Nerine
Der Lake Nerine ist ein Gebirgssee im Queenstown-Lakes District der Region Otago auf der Südinsel von Neuseeland.

## Geographie
Der auf einer Höhe von 1468 m liegende See befindet sich in den Humboldt Mountains, rund 950 m nordöstlich des 1962 m hohen Nereus Peak. Der See umfasst eine Fläche von rund 20 Hektar, misst einen Umfang von rund 1,87 km und eine Länge von rund 610 m in Westnordwest-Ostsüdost-Richtung sowie eine Breite von rund 500 m in Nordnordost-Südsüdwest-Richtung.
Der Lake Nerine verfügt über keine nennenswerten Zuflüsse und entwässert über ein kleines Rinnsal in Richtung Osten in den Rock Burn, der wiederum in den Dart River/Te Awa Whakatipu fließt.